# Розбудова нації (журнал)
«Розбудова нації» — ідеологічний друкований орган Проводу Українських Націоналістів, заснований у січні 1928 року.
«Розбудова нації» виходила у Празі, спершу як місячник, з 1931 року — двомісячник. 
Видавець Микола Сціборський, головний редактор Володимир Мартинець. Крім них, в «Розбудові нації» активно співпрацювали: Дмитро Андрієвський, Юліян Вассиян, Остап Грицай, Микола Капустянський, Євген Коновалець, 3енон Кузеля, Макар Кушнір, Павло Макаренко, Олександр Мицюк, Михайло Омелянович-Павленко, Євген Онацький і багато інших, у тому числі і чужинці. 
Видаваний леґально в Чехо-Словаччині, журнал «Розбудова нації» розповсюджувався нелеґально в Польщі й Румунії. Перестав виходити восени 1934 року, разом з органом УВО «Сурма», у зв'язку з поліційними репресіями в Чехо-Словаччині й Німеччині після атентату ОУН на міністра Броніслава Пєрацького у Варшаві.
В журналі «Розбудова нації» (ч. 7–8, 1928) вийшла стаття Степана Ленкавського «Філософічні підстави «Націоналізму» Донцова».